# Demetrius Napragyi
Demetrius Napragyi (alternativ Napragi, Náprági, Naprágyi), latinizat Demetrius Napragus, (n. ca. 1556, Naprágy, comitatul Gemer, azi în Slovacia – d. 25 martie 1619, Győr) a fost un cleric catolic de la sfârșitul secolului al XVI-lea și începutul secolului al XVII-lea. A fost mai întâi canonic de Esztergom, apoi prepozit de Eger, ulterior de Arad. Între 1596-1601 a fost episcop romano-catolic de Alba Iulia (după o perioadă de 40 de ani în care în Transilvania și în zonele Ungariei ocupate de turci nu rezidase nici un episcop catolic).  Din această poziție a fost numit de împăratul Rudolf al II-lea în funcția de cancelar al lui Mihai Viteazul. La 1 noiembrie 1599 i-a înmânat lui Mihai Viteazul cheile orașului Alba Iulia. După uciderea lui Mihai Viteazul a trebuit să părăsească Transilvania, zona rămânând fără episcop catolic până în anul 1618. Napragyi a devenit prepozit de Pojon, iar ulterior episcop de Győr respectiv arhiepiscop de Kalocsa. A fost unul din candidații pentru demnitatea de arhiepiscop-primat al Ungariei, funcție în care a fost preferat orădeanul Petrus Pázmány.